# Phiale lehmanni
Phiale lehmanni är en spindelart som beskrevs av Embrik Strand 1908. Phiale lehmanni ingår i släktet Phiale och familjen hoppspindlar. Inga underarter finns listade i Catalogue of Life.